# 森田靖郎
森田 靖郎（もりた やすろう、1945年7月30日 - ）は、日本の著作家、ノンフィクション作家、翻訳家。

## 人物・来歴
兵庫県生まれ。関西学院大学卒。日本山岳会会員。文化大革命中に、中国・チベット地区を訪れ、辺境地に下放された都市青年との交流から中国への興味を抱く。 その後、シルクロードやロングマーチ（長征）など中国各地への旅を繰り返す。

## 著書
- 『上海は赤いバイクに乗って 中国若者物語』（草風館） 1987.2
- 『斜陽の金融帝国 日本は香港マネーの知恵に学べ!』（新森書房） 1988.6
- 『上海同時代 若者・庶民・エリート』（原書房） 1989.9
- 『上海セピアモダン メガロポリスの原画』（朝日新聞社） 1990.3
- 『上海モダンの伝説』（JICC出版局） 1990.4
- 『中国踏破見聞考 西南シルクロード / 長征・文革・未来へのルーツ』（原書房） 1990.5
- 『地下経済の新支配者 難民・ギャング、チャイナタウン最前線』（角川書店） 1991.6
- 『越境者 海を越えた天安門事件』（三交社） 1992.10
- 『チャイナ・コネクション ニューヨーク・福建・日本を結ぶ地下ルート』（日本評論社） 1992.6
- 『赤い資本と白い資本 ポスト鄧小平時代へ疾走する中国の華人資本主義。』（集英社） 1994.1
- 『密航者 狙われる列島』（日本評論社） 1994.6
- 『華人資本主義の衝撃 チャイニーズ・ネットワークの読み方』（PHP研究所） 1995.2
- 『チャイナ・クルージング 中国同時代旅』（松島駿二郎編、NTT出版、気球の本、シリーズ現代の旅行家） 1996.5
- 『密航列島』（朝日新聞社） 1997.5、のち講談社文庫
- 『香港返還と天安門事件』（原書房） 1997.5
- 『東京チャイニーズ 裏歌舞伎町の流氓たち』（講談社文庫） 1998.8
- 『新宿幇 東京チャイニーズ』（講談社文庫） 1999.11
- 『上海特電 アジア新世紀を読む人脈と金脈』（小学館文庫） 1999.7
- 『カネと自由と中国人 ポスト天安門世代の価値観』（(PHP新書) 2001.11
- 『蛇頭と人蛇 中国人密航ビジネスの闇』（集英社新書） 2001.7
- 『Tokyo犯罪公司』（講談社文庫） 2002.11
- 『スネーク・シャドウ 影の旅師 ヤミ労働市場を支配する者たち』（朝日新聞社） 2002.6
- 『見えない隣人 小説・中国人犯罪』（小学館） 2004.10
- 『中国人犯罪グループ 下見・実行・換金』（中公新書ラクレ） 2004.2
- 『犯罪有理 だから、日本人を殺した』（毎日新聞社） 2005.8
- 『二つの血の、大きな河 悪いのは日本人か中国人か』（東洋経済新報社） 2006.8
- 『司法通訳だけが知っている日本の中国人社会』（祥伝社新書） 2007.11
- 『中国「犯罪源流」を往く』（講談社） 2007.6
- 『悪夢』（光文社） 2008.7
- 『引き裂かれた街 池袋チャイナタウン・プロジェクト』（ナショナル出版） 2009.11
- 『地経学で読む爆走中国』（原書房） 2009.9
- 『黒社会の正体 日本人のカネと命を奪う中国人』（イースト・プレス、文庫ぎんが堂） 2011.6

## 翻訳
- 『ドキュメント中国文化大革命』（厳家其, 高皐共著、リュウ・グァンイン訳、森田構成、PHP研究所） 1987.10
- 『中国13億人の性』（劉達臨、訳構成、講談社） 1998.8